# Trien

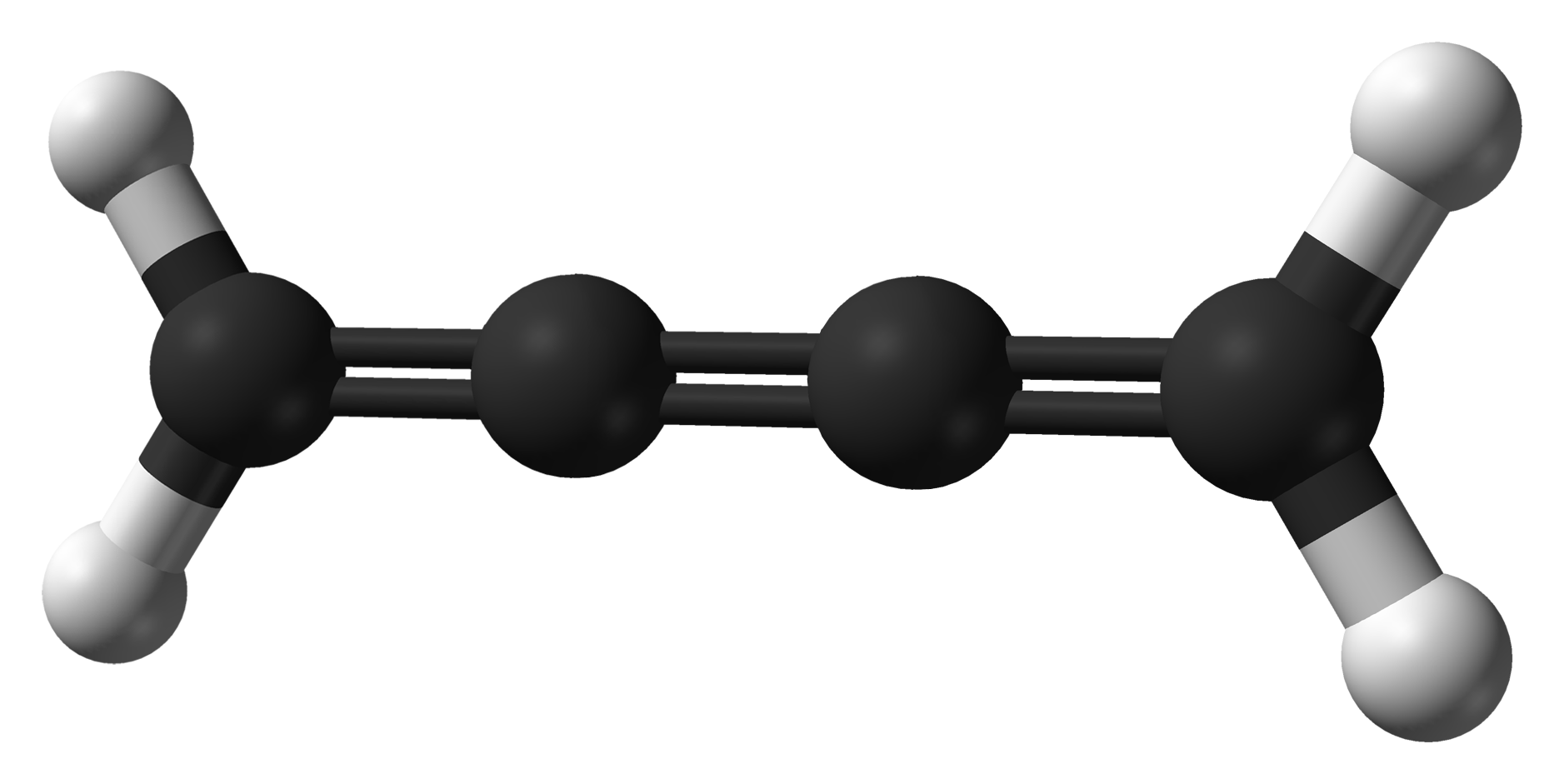
Butatrien är ett exempel på en trien.

Inom kemin är en trien ett omättat kolväte som består av en (ogrenad eller grenad) kedja kolatomer som innehåller tre dubbelbindningar.
Den generella summaformeln är CnH2n−4.